# Skalna Perć (Masyw Ślęży)

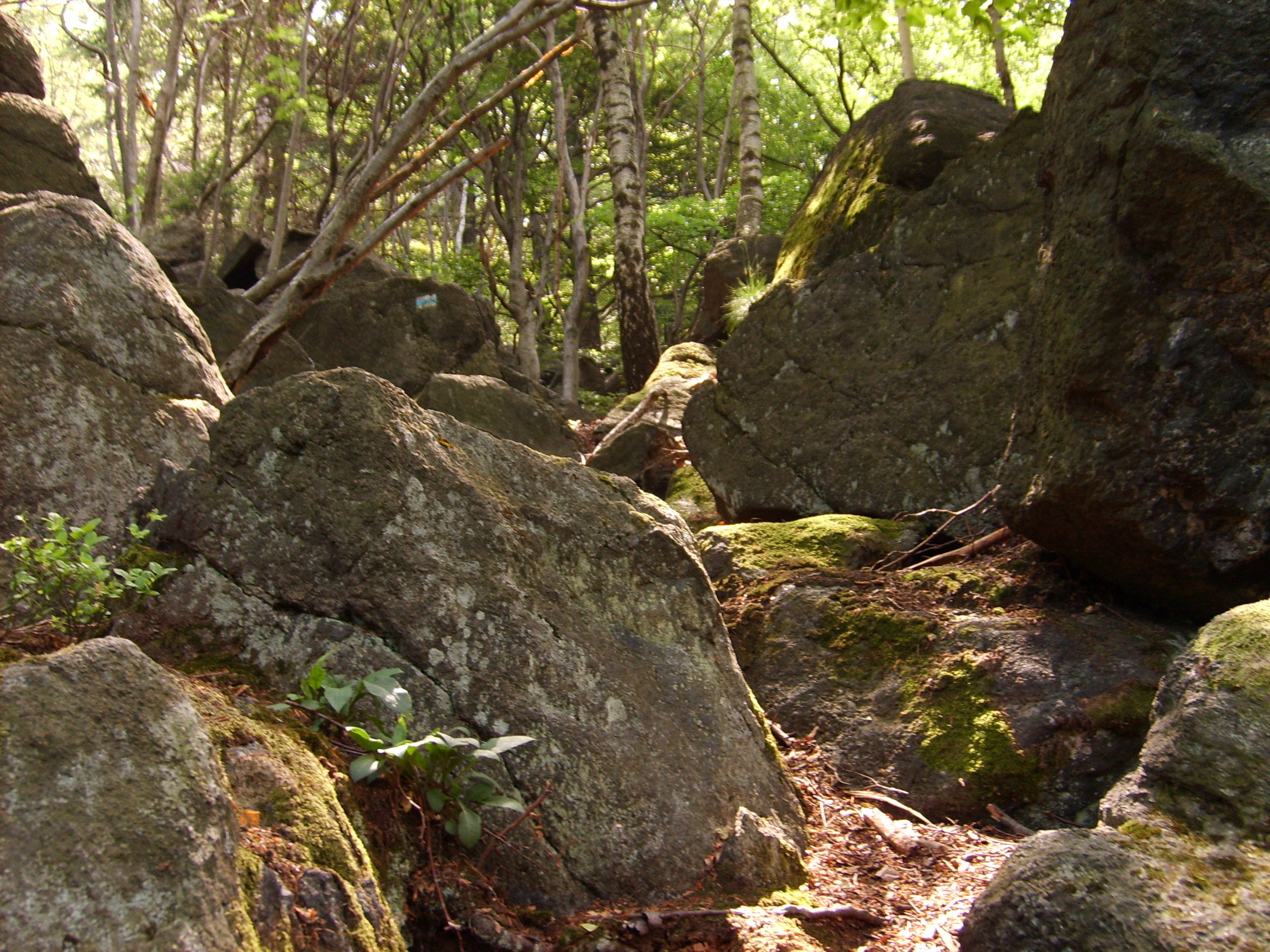
Skalna Perć na Ślęży

Skalna Perć – odcinek niebieskiego szlaku turystycznego w Masywie Ślęży, wiodący z Przełęczy Tąpadła na szczyt Ślęży (czas przejścia: 2 h ↑ 1,30 h ↓). Biegnie od przełęczy przez wierzchołek Skalnej oraz grupę Olbrzymków na wierzchołek góry. Sam szlak odcinkami wiedzie po wykutych w gabrach i granitach stopniach.